# (6413) Iye
(6413) Iye (1993 TJ3) – planetoida z pasa głównego asteroid okrążająca Słońce w ciągu 3,39 lat w średniej odległości 2,26 j.a. Odkryta 15 października 1993 roku.